# 西燕站
西燕站（日语：／ Nishi-Tsubame eki */?）是位於新潟縣燕市花見富永分，東日本旅客鐵道（JR東日本）的彌彥線車站。

## 歷史
- 1954年（昭和29年）12月25日：國鐵彌彥線的旅客車站啟用[1]。
- 1987年（昭和62年）4月1日：伴隨國鐵分割民營化，車站由東日本旅客鐵道（JR東日本）營運[2]。
- 2008年（平成20年）3月15日：此站開始可以使用IC卡「Suica」[3]。

## 車站構造
此站是地面車站，設有1面1線的單式月台。車站大樓位於車站東邊。月台可容納9卡車廂，但是近年彌彥線列車中，最長編成數目是6卡車廂。
此站是由燕三條站管理的無人車站。車站大樓位於月台中間處。大樓內設有簡易Suica閘機（入閘和出閘用各1台）、自動售票機（1台簡易式。可使用現金支付，不可使用Suica等支付方式）和廁所。

## 車站周邊
站前設有一些商店，周邊設有住宅。
- 燕市立西燕保育園
- 西燕兒童館
- 西燕公民館、體育館
- 西燕簡易郵局
- 燕中央汽車學校
- 久成家居中心（日语：ひらせいホームセンター） 燕店
- 松本清甲信越販賣（日语：マツモトキヨシ甲信越販売） 家庭藥品 燕店
- 山下之家具 燕店
- 羅森 燕杣木店
- 三條信用金庫（日语：三条信用金庫） 西燕分店
- 國道289號（日语：国道289号線）
- 杭州飯店（日语：燕三条背脂ラーメン）

## 巴士路線
站前沒有一般巴士路線停靠，只有社區巴士路線。截至2017年7月時間表修正時，由燕市營運的「燕市循環巴士」（燕號）於平日設有5往返班次。
「西燕站」巴士站
- 經燕站、燕勞災醫院　前往燕三條站
- 經吉田站、燕市政廳、分水站、道之驛國上（日语：道の駅国上）　前往手鞠之湯、長辰
※假日、年尾年初暫停服務

## 相鄰車站
東日本旅客鐵道（JR東日本）
■彌彥線
吉田－西燕－燕

## 注腳
1. 1 2 3 4 5 6 7 8 9  . 週刊朝日百科. 21号 新潟駅・弥彦駅・津南駅ほか. 朝日新聞出版. 2012-12-30: 24 （日语）.
2. ↑  『交通年鑑 昭和63年版』 交通協力會，1988年3月。
3. ↑   (PDF) (新闻稿). 東日本旅客鉄道. 2007-12-21  [2020-05-29]. （原始内容存档 (PDF)于2016-03-04） （日语）.

## 外部連結
- 車站資訊（西燕）：東日本旅客鐵道（日語）